# Anolis bimaculatus
Anolis bimaculatus (пантеровий аноліс) — вид ігуаноподібних ящірок родини анолісових (Dactyloidae). Мешкає на Карибах.

## Опис
Самці пантерових анолісів мають довжину (без врахування хвоста) 123 мм, а їхнє забарвлення залежить від розміру. У великих самців верхня частина тіла яскраво-зелена або жовто-зелена, поцяткована сірим, коричневим або чорним мармуровим візернком. Нижня частина тіла тьмяно-біла, жовта або світло-зелена. Горловий мішок відносно маленький, жовтий або оранжневий, іноді з білуватими лусочками. Самиці і менші самці мають тьмяніше забарвлення.

## Поширення і екологія
Пантерові аноліси мешкають на островах Сінт-Естатіус, Сент-Кіттс і Невіс. Вони живуть в чагарникових заростях, на плантаціях та поблизу людських поселень, на висоті до 600 м над рівнем моря.